# لپشکینو
لپشکینو (انگلیسی: Lepeshkino) یک شهرک در شهرستان میشکینسکی استان باشقیرستان کشور روسیه است.